# Los héroes del mal
Los héroes del mal es una película española del año 2015 escrita y dirigida por Zoe Berriatúa y protagonizada por Jorge Clemente, Emilio Palacios y Beatriz Medina. La película trata temas como el acoso escolar, las drogas, el sexo, la homosexualidad y la violencia, entre otras cosas. 

## Argumento
La película se centra en Aritz, Esteban y Sara, tres adolescentes que hartos de ser los marginados de la clase entablan una relación de amistad que desemboca en una tragedia.

## Reparto
- Jorge Clemente - Aritz
- Emilio Palacios - Esteban
- Beatriz Medina - Sara
- Roman Rymar - Marginado grandullón
- Olivia Baglivi
- Nacho Coronado
- Macarena Gómez - Prostituta
- Paula Soldevila
- Laura Castillo
- Javier Manrique - Profesor de ciencias

## Premios
- Festival español de cine de Málaga.- Emilio Palacios (ganador Mención Especial del Jurado).
- Festival internacional de cine de Moscú.- Zoe Berriatúa (nominado Golden St. George).